# Wegenvignet (België)
In België waren begin 2007 plannen om een wegenvignet in te voeren voor alle Belgische wegen (dus niet enkel autosnelwegen). Dit zou gebeuren onder de vorm van een elektronisch vignet via de nummerplaat van de gebruiker. Dit vignet zou € 60,- voor een heel jaar gaan kosten. Er bestonden ook plannen om een vignet in te voeren voor kortere periodes: 10 dagen (€ 10,-), 1 maand (€ 20,-) en 2 maanden (kosten onbekend)
Na uitvoerige controles over verschillende maanden en wegen heeft men vastgesteld dat ongeveer de helft van de gebruikers van de Belgische wegen een buitenlandse nummerplaat heeft (4,5 miljoen buitenlanders tegenover 5 miljoen Belgen). België is dus een echt doorreisland. Nederlanders rijden naar Frankrijk zonder in België geld uit te geven - vóór de invoering van de euro hadden ze zelfs vaak geen Belgisch geld bij zich. Buitenlandse automobilisten betalen niet mee aan de schade en het onderhoud die ze veroorzaken. Belgen zouden de kosten voor het aan te schaffen vignet via de belasting terugkrijgen. In het buitenland, vooral in Nederland, ontstond hier ophef over en beschouwde men het als discriminatie.
Het was denkbaar dat bij invoering meer Nederlanders zouden kiezen voor de routes via Duitsland en Luxemburg.
Oorspronkelijk zou het wegenvignet al in 2008 worden ingevoerd, maar dit werd uitgesteld tot 1 januari 2009 omdat eerst toestemming van de Europese Unie nodig is. De Vlaamse premier Yves Leterme maakte eind maart 2007 tijdens een bezoek aan de Nederlandse premier Jan Peter Balkenende bekend dat het wegenvignet niet doorgaat als gevolg van kritiek op het plan van de Europese Commissie. Als reactie hierop stelde Waals minister Michel Daerden voor om in Wallonië toch een wegenvignet in te voeren.
Op 15 november 2010 bereikten de ministers-presidenten van Vlaanderen, het Waals en het Brussels gewest een principe-akkoord om het rekeningrijden samen met het autowegenvignet in te voeren vanaf 2013. Sinds 2016 is er kilometerheffing voor vrachtwagens. Voor andere wagens geldt er geen vignet of kilometerheffing. 